# Ярки (Новохоперський район)
Ярки (рос. Ярки) — село у Новохоперському районі Воронезької області Російської Федерації.
Населення становить 1720 осіб. Входить до складу муніципального утворення Ярковське сільське поселення.

## Історія
Населений пункт розташований у історичному регіоні Чорнозем'я.
За даними на 1859 рік у державному селі Новохоперського повіту Воронізької губернії мешкало 1259 осіб (603 чоловіків та 656 жінок), налічувалось 157 дворових господарств, діяла православна церква.
Станом на 1886 рік у селі, центрі Ярковської волості Новохоперського повіту, населення становило 1696 осіб, налічувалось 192 двори, діяли православна церква, поштова станція, лавка. За 2 версти — паровий млин.
За переписом 1897 року кількість мешканців зросла до 1982 осіб (981 чоловічої статі та 1001 — жіночої), з яких 1982 — православної віри.
За даними на 1900 рік населення зросло до 2013 осіб (1012 чоловічої статі та 1001 — жіночої), налічувалось 276 дворових господарств, діяли православна церква, церковно-парафіяльна школа, 3 торгові та 1 винна лавки, існувало 4 суспільні будівлі.
Від 1928 року належить до Новохоперського району, спочатку в складі Центрально-Чорноземної області, а від 1934 року — Воронезької області.
Згідно із законом від 15 жовтня 2004 року входить до складу муніципального утворення Ярковське сільське поселення.

## Населення
| 2010 | 2012  | 2013  |
| ---- | ----- | ----- |
| 1058 | ↗1759 | ↘1720 |